# Anicio Auchenio Basso (console 408)
Anicio Auchenio Basso (latino: Anicius Auchenius Bassus; fl. 408) è stato un politico romano di età imperiale.
Apparteneva alla nobile gens Anicia ed era probabilmente figlio dell'omonimo praefectus urbi del 382 e di Tirrenia Onorata; ebbe un figlio omonimo, console nel 431. Fu l'autore di alcuni versi incisi sulla tomba di Monica, madre di Agostino d'Ippona.
Nel 408 fu console prior con Flavio Filippo come collega.